# QIP
QIP (z anglického Quiet Internet Pager) je počítačový program pro rychlé zasílání zpráv (tzv. instant messaging) založené především na protokolu OSCAR. Nová verze QIP Infium ovšem dokáže komunikovat nejen v síti ICQ, ale také v síti XMPP (Jabber) a pomocí protokolu XIMSS. Je šířen zdarma jako freeware pro operační systémy Microsoft Windows. Existuje i verze pro PDA (tzv. QIP PDA) pro operační systém Symbian (telefony Nokia a Sony Ericsson) a Windows Mobile.

## Vlastnosti a funkce programu
Dle spokojených uživatelů v sobě QIP obsahuje nejlepší vlastnosti z komunikátorů ICQ 2003b a Miranda IM. Obsahuje například funkce jako posílání souborů, anti-spamový filtr, šifrovanou komunikaci apod. Přibližně jednou za měsíc je vydán nový build, který opravuje, vylepšuje nebo přidává některé funkce. Klient není náročný na operační paměť, využívá pouze kolem dvou až devíti MB RAM. Od buildu 7997 v QIPu téměř bezchybně funguje přenos souborů. Ten občas hlásí chybu, pokud název souboru obsahuje českou diakritiku. Také přenos souborů s ICQ 6 výjimečně provází drobné chyby. To je ale způsobeno uzavřeností protokolu ICQ.
QIP nabízí také možnost instalace nových vzhledů a odesílání hromadných zpráv.
QIP je přenositelný, to znamená, že si ho můžete nosit s sebou například na USB flash disku.
QIP taktéž spolehlivě informuje odesílatele zpráv, že zpráva byla příjemcem přijata (na obrázku obálky se objeví, při doručení zprávy, malá ikonka). Toto nefunguje u některých ICQ klientů jež příjemce používá (Miranda IM .. atd).
Toto je velmi výhodné při poslání velmi důležité zprávy, jelikož pokud příjemci spadne připojení k internetu (bez řádného odhlášení), je následujících několik desítek sekund stále online v kontakt listu a zpráva, kterou mu v této fázi pošleme, se nedoručí. S klasickým ICQ klientem se tento stav nedá poznat.

## QIP Infium
- Podporované protokoly: ICQ (OSCAR), XMPP, IRC, XIMSS (SIP)
- Podpora Unicode
- Podpora pluginů
- Automatický aktualizační systém

### Stažení
Nejnovější verze je ke stažení na oficiálních stránkách.

## QIP 2010
Jedná se o upravenou verzi QIPu Infium, která zjednodušuje uživatelské ovládání a tím se přibližuje k oblíbené verzi 2005.

### Stažení
Nejnovější verze je ke stažení na oficiálních stránkách.

## QIP PDA
- Podporované protokoly: ICQ (OSCAR), XMPP

### Stažení
Nejnovější verze je ke stažení na oficiálních stránkách.

## QIP 2005
- Podporované protokoly: ICQ

Vývoj byl ukončen, jeho nástupcem je QIP 2010.

### Stažení
Nejnovější verze je ke stažení na oficiálních stránkách Archivováno 26. 9. 2018 na Wayback Machine..

### Aktualizace
V případě aktualizace stačí přepsat soubor qip.exe a stáhnout si překlad pro nový build. Jazykové soubory se nacházejí ve složce LI